# Choriolaus auratus
Choriolaus auratus là một loài bọ cánh cứng trong họ Cerambycidae.